# Ренке
Ренке (на словенски: Renke) е село в Словения, регион Средна Словения, община Лития. Според Националната статистическа служба на Република Словения през 2015 г. селото има 40 жители.